# Pašinka
Pašinka je obec ležící v okrese Kolín asi 4 km jihozápadně od Kolína. Má 341 obyvatel a její katastrální území měří 383 hektarů. Pašinka je také název katastrálního území o rozloze 3,83 km².

## Historie
První písemná zmínka o vesnici pochází z roku 1374.

### Územněsprávní začlenění
Dějiny územněsprávního začleňování zahrnují období od roku 1850 do současnosti. V chronologickém přehledu je uvedena územně administrativní příslušnost obce v roce, kdy ke změně došlo:
- 1850 země česká, kraj Pardubice, politický i soudní okres Kolín[4]
- 1855 země česká, kraj Čáslav, soudní okres Kolín
- 1868 země česká, politický i soudní okres Kolín
- 1939 země česká, Oberlandrat Kolín, politický i soudní okres Kolín[5]
- 1942 země česká, Oberlandrat Praha, politický i soudní okres Kolín[6]
- 1945 země česká, správní i soudní okres Kolín[7]
- 1949 Pražský kraj, okres Kolín[8]
- 1960 Středočeský kraj, okres Kolín
- 2003 Středočeský kraj, obec s rozšířenou působností Kolín

### Rok 1932
Ve vsi Pašinka (498 obyvatel) byly v roce 1932 evidovány tyto živnosti a obchody: autodoprava, dva hostince, kovář, obchod s mlékem, mlýn, dva pekaři, dva obchody se smíšeným zbožím, trafika, velkostatek.

## Přírodní poměry

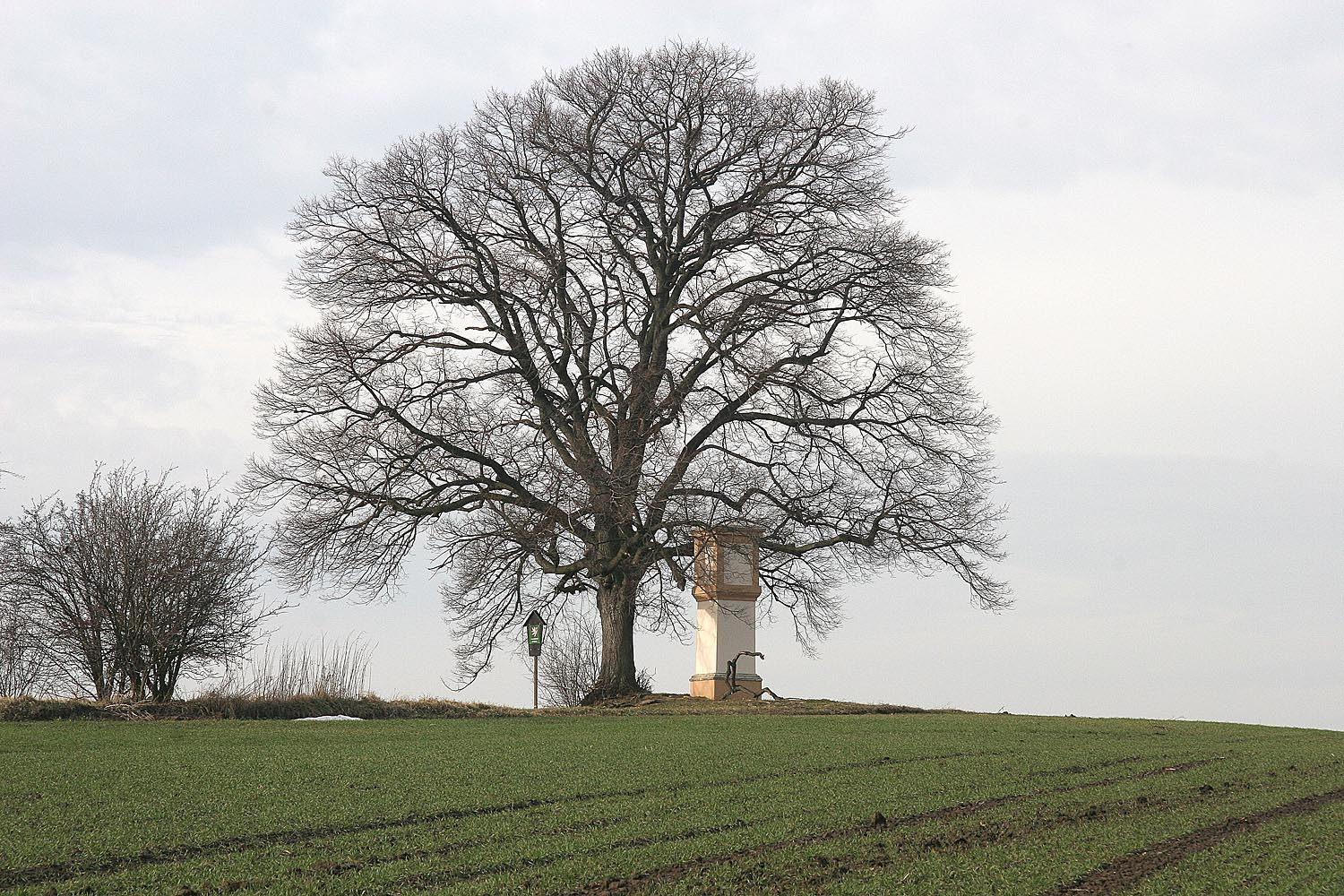
Boží muka pod památnou lípou u vesnice

V blízkém údolí potoka Polepka u Kohoutova mlýna se nalézá skála vysoká až 18 m nazývaná U Pašinky. Tato skála je v rovinatém Polabí hojně využívána jako horolezecký cvičný terén a v současnosti se zde nalézá cca 40 značených cest (podle průvodce na nástěnce pod skalou). Skála je dostupná po modré turistické značce vedoucí z Kolína do Červených Peček.
Severozápadně od vesnice leží přírodní památka Kolín – letiště.

## Doprava
Do obce vede silnice III. třídy. Ve vzdálenosti dvou kilometrů vede silnice II/125 v úseku Kolín – Uhlířské Janovice, ve vzdálenosti tří kilometrů vede silnice I/38 Kolín–Nymburk. Železniční trať ani stanice na území obce nejsou. Nejbližší železniční stanicí je Ratboř ve vzdálenosti 2,5 kkilometru ležící na trati Kolín–Ledečko.
V roce 2011 v obci měly zastávky příměstské autobusové linky Kolín-Kořenice (v pracovních dnech jeden spoj) a Kolín-Suchdol-Bečváry,Červený Hrádek (v pracovních dnech sedm spojů). O víkendu byla obec bez dopravní obsluhy.
Od 1. srpna 2021 je obec zaintegrována v systému PID. Jezdí zde linka 681 z Kolína do zastávky Petrovice II, Losiny. 

## Pamětihodnosti

### Tvrz
V obci se nachází původně gotická tvrz, ke které byl později přistavěný zámeček. Pašinka, dříve nazývaná Pašiněves, je v písemných pramenech poprvé doložena roku 1374, kdy zde měl majetek Buzek z Pašinky. V roce 1384 získal Pašinku kolínský měšťan Václav Hamr, který při zdejším dvoře vystavěl kolem roku 1400 první tvrz. Ta je jako dokončená připomínána roku 1414, kdy ji od jeho syna Mikuláše Hamra kupoval Jan ze Smržova. V této době měla tvrz pouze obytnou kamennou věž, jejíž patra byla oddělena dřevěnými stropy. Do jednotlivých pater byl přístup po představěném dřevěném schodišti. Hospodářské zázemí bylo umístěno v přilehlém dvoře a celý areál byl opevněn mohutnou zdí.
V roce 1464 spojil všechny části vsi, včetně dvora a tvrze, do jedněch rukou Jan z Trojanovic. Za něho byla tvrz pozdně goticky upravena, přičemž došlo k vyzdění dřevěných pater věže. Z této přestavby se zachoval pozdně gotický vstupní portál a ostění oken ve věži. Jeho syn Petr prodal v roce 1510 celé panství Bohuslavovi z Dobřenic. V průběhu 16. a 17. století se v držení tvrze, dvora a vsi vystřídalo několik majitelů, nejdéle zde vládli v letech 1547–1645 Kasaličtí z Kaštic a v letech 1675–1693 Salazarové de Monte Albano. V roce 1693 koupil tvrz bohatý pražský měšťan Vilém Arnošt Nigroni z Riesenbachu, který ke staré gotické věži přistavěl barokní křídlo a věž nechal nově zastřešit. V okolí tvrze zbudoval malý park.
Při soupisu zadluženého panství v roce 1711 byl sestaven podrobný popis tvrze, v přízemí byl byt šafáře, čeledník, kuchyň, vinopalna a pivovar, pod budovou byly dva sklepy a byt majitele panství se nacházel v prvním patře. V roce 1712 koupil Pašinku Leopold Vežník z Věžníku a připojil ji ke svému ratbořskému panství. Tvrz se změnila v obydlí správce dvora a kanceláře. Součástí ratbořského panství zůstala Pašinka až do roku 1885, kdy ji Terezie Pecingárová z Bydžína prodala kolínským měšťanům Václavovi a Janovi Radimským. Noví majitelé tvrz opravili, zmodernizovali interiéry a usídlili se zde. Majetkem rodiny Radimských zůstala tvrz do roku 1950, kdy zde po zestátnění byly umístěny kanceláře, škola a od roku 1981 ubytovna pro žáky.

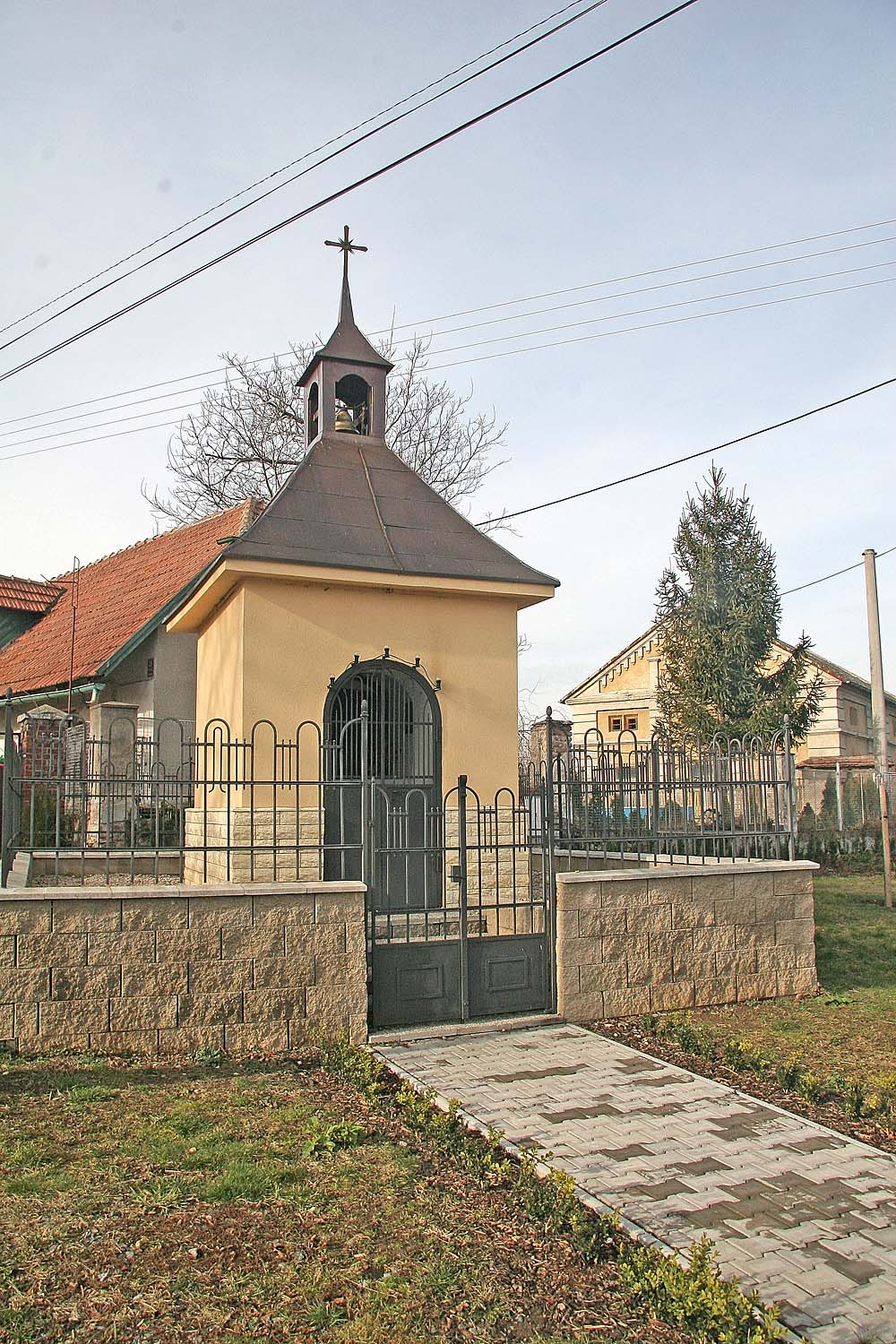
Kaplička na návsi

Po roce 1989 byla tvrz navrácena rodině Radimských, kteří zde zřídili výrobnu cukrovinek, jejíž činnost byla ukončena v  roce 1996. Od té doby tvrz pustla do roku 2005, kdy byla upravena k obývání. Z tvrze se dochovala třípatrová věž čtvercového půdorysu o straně 9 metrů. Je vybudována z lomového kamene a kryta barokní lucernovitou střechou. Místnosti v interiéru věže jsou klenuté klenbou z přestavby v roce 1464, přízemí je přístupno samostatným vchodem s pozdně gotickým ostěním. K věži je připojena jednopatrová barokní budova krytá valbovou střechou, v prvním patře je propojena s věží.

### Další pamětihodnosti
- Kaple na návsi z počátku 20. století.[11]
- Boží muka pod památnou lípou na severozápadním okraji obce z počátku 19. století.[11]